# Хазнидон (село)
Хазнидо́н (осет. Хæзнидон / Хæзныдон — «река изобилия») — село в Ирафском районе Республики Северная Осетия — Алания.
Образует муниципальное образование «Хазнидонское сельское поселение», как единственный населённый пункт в его составе.

## География

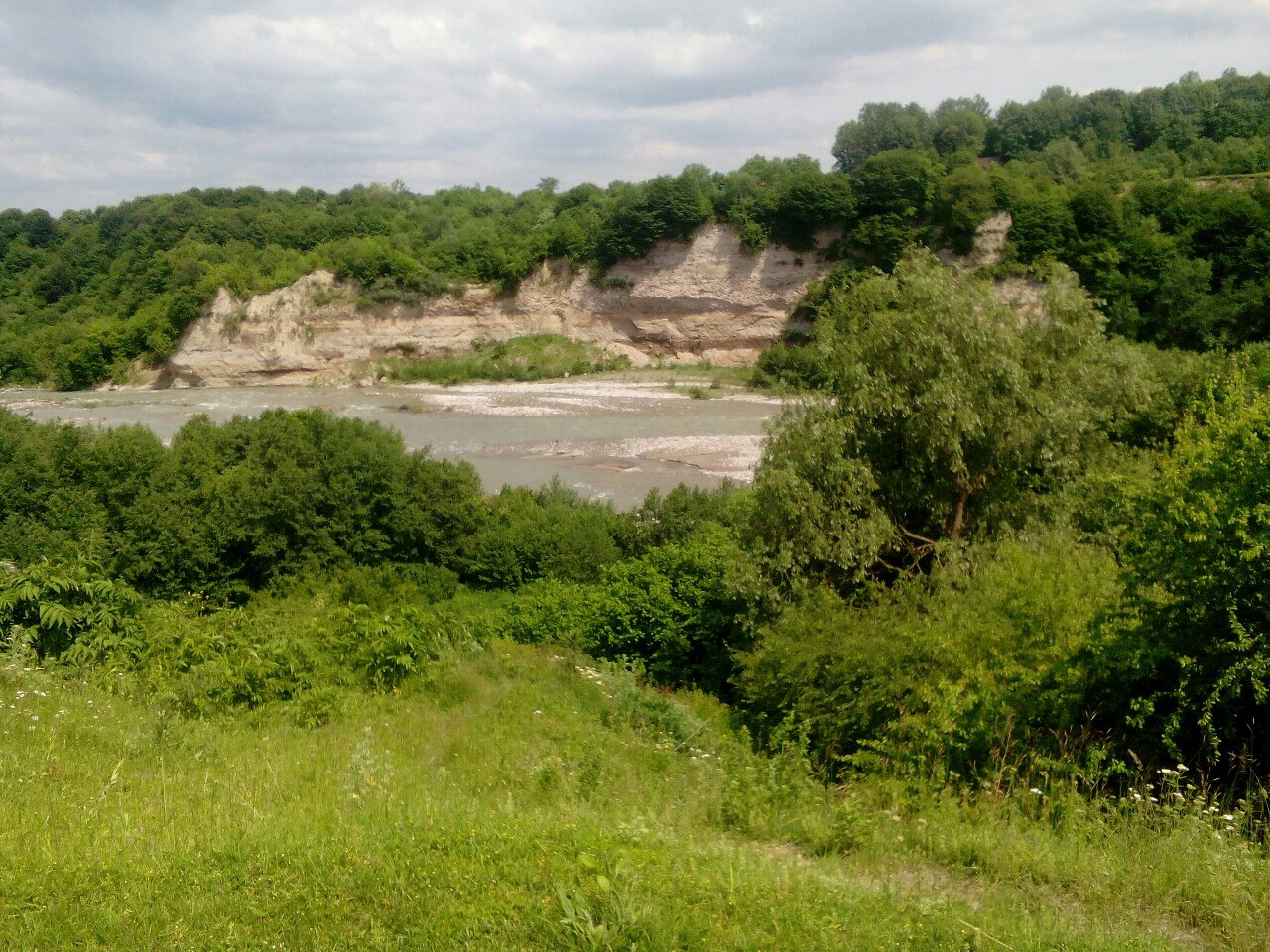
Долина одноимённой реки Хазнидон в окрестностях села

Селение расположено в западной части Ирафского района, на левом берегу реки Урух, у впадения в него реки Лахумедон. Находится в 7 км к западу от районного центра — Чикола и в 82 км к северо-западу от Владикавказа.
Граничит с землями населённых пунктов: Толдзгун на северо-западе, Новый Урух на северо-востоке, Чикола и Советское на востоке.
Населённый пункт расположен в предгорной зоне республики. Рельеф гористо-холмистый, с густыми широколиственными лесами. Средние высоты на территории села составляют 715 метров над уровнем моря.
Гидрографическая сеть представлена реками Урух, Лахумедон, Хазнидон и Малый Касалкун.

## История
О селении Каражаево (ныне Хазнидон) впервые упоминается в 1715 году. Тогда на землях кабардинских князей Тлостановых на левом берегу реки Хазна, поселились дигорские феодалы Каражаевы из селения Камат, основавшие аул Каражаево, состоявший первоначально из двух дворов.
Позже, с верховьев Дигорского ущелья к ним переселились Чегемовы. Жили в этом ауле и зависимые от Караджаевых и Чегемовых фамилии — Абиевых, Аркаевых, Гадаевых и другие.
В 1781 году в Караджаево побывал путешественник Штедер. Он описал Каражаево «большим селением», «колонией дигорцев». Место, где расположен аул, свидетельствовал он — «удобное и хорошее». В нём деревянные строения, сады, поля, особенно хорошие пастбища и здешний табак, которые горцы считают наилучшим".
Сюда же, в 1808 году приезжал Ю.Клапрот. По его свидетельству, жители здесь живут богаче и зажиточнее горцев. «Их урожай обычно так обилен, что они могут продавать большую часть своего хлеба дигорцам, живущим в высоких горах. Так как леса на правом берегу Уруха дают прекраснейшее дерево, то жители Масугкауа в противоположность осетинскому обычаю построили свои дома из дерева». В 1831 году в Караджаево переселились жители различных дигорских аулов из родов: Темираевы, Елкановы, Тамаевы, Хидировы и др.

## Население
| 2002 | 2010 | 2011 | 2012 | 2013 | 2014 | 2015 |
| ---- | ---- | ---- | ---- | ---- | ---- | ---- |
| 912  | ↘879 | ↗880 | ↗882 | ↗884 | ↘875 | ↗882 |
| 2016 | 2017 | 2018 | 2019 | 2020 | 2021 | 2023 |
| ↗889 | ↘874 | ↗889 | ↗892 | →892 | ↗902 | ↘891 |
| 2024 | 2025 |      |      |      |      |      |
| ↘874 | ↗880 |      |      |      |      |      |

Национальный состав
По данным Всероссийской переписи населения 2010 года.
| Народ   | Численность, чел. | Доля от всего населения, % |
| ------- | ----------------- | -------------------------- |
| осетины | 858               | 97,6 %                     |
| другие  | 21                | 2,4 %                      |
| всего   | 879               | 100 %                      |

## Памятники
6 мая 2017 года в селе открыли монументальный памятник Матери солдата. Памятник Матери солдата — символ миллионов женщин нашей страны, не дождавшихся своих сыновей с полей сражений. Прототипом памятника стала жительница села Хазнидона — Мисират Камболова. Памятник, созданный заслуженным скульптором РФ Анатолием Скнариным, был установлен как раз на месте её дома. Здесь стояла та самая скамья, на которой мать сутками сидела, вглядывалась в каждого прохожего в надежде увидеть своего сына.
Во дворе сельского клуба находится мемориальный памятник односельчанам, погибшим в Великой Отечественной войне 1941-1945г (1974).

## Образование
- МБОУ Средняя общеобразовательная школа — ул. Ленина, 30 «а».
- МБДОУ Начальная школа Детский сад «Колос» — ул. Революции, 36.

## Ислам
В селе действует одна религиозная организация.
- Суннитская мечеть «Драгоценность — Хазна» — ул. Партазана, 4.

## Транспорт
Проходит автодорога регионального значения 90 ОП РЗ 90К-001 «Владикавказ — Ардон — Чикола — Лескен».

## Известные уроженцы
- Боллоев Таймураз Казбекович — российский предприниматель.
- Дзоблаев Марат Азиханович — советский и российский футболист и тренер.
- Камболов Марат Аркадьевич — заместитель министра образования и науки РФ.
- Камболов Тамерлан Таймуразович — российский социолингвист и иранист, доктор филологических наук, профессор.
- Каражаев Шамиль Борисович — российский армреслер, шестикратный чемпион мира правой и левой руками, многократный чемпион Европы и России[21].